# George Stubbs

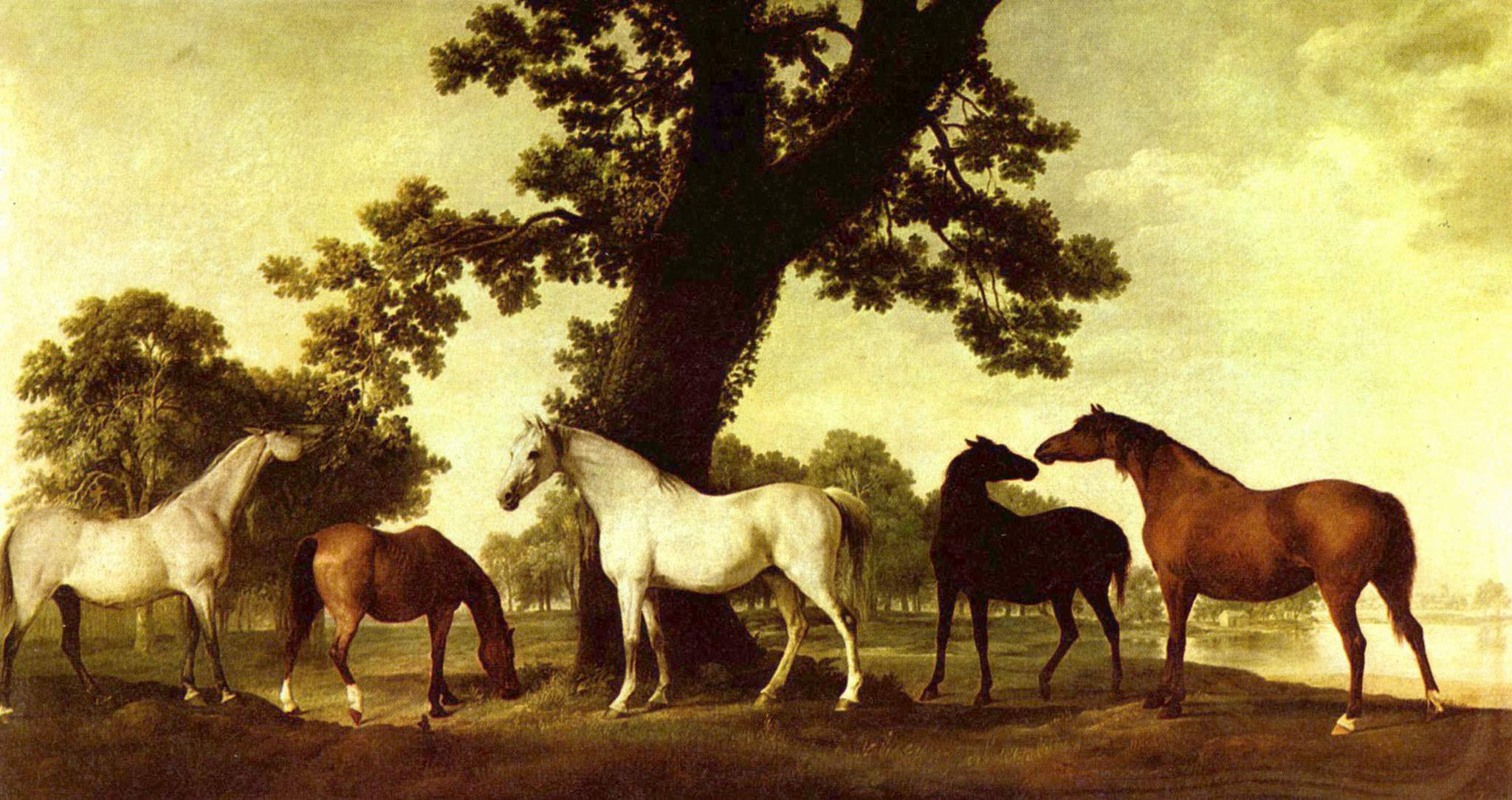
George Stubbs – Koně, kolem 1760–1770

George Stubbs (25. srpna 1724, Liverpool – 10. července 1806, Londýn) byl britský malíř a vědec, proslulý obrazy s náměty zvířat, především koní. Byl jedním z nejvýznamnějších evropských malířů zvířat, kromě toho byl docentem anatomie člověka a zvířat v nemocnici v Yorku a publikoval řadu vědeckých prací na toto téma, mezi jiným knihu Anatomie koní. Typický pro Stubbsovy malby je vědecký přístup při zobrazování zvířat, což činí jeho malby jedinečnými.
Informace o Stubbsově životě do 35. roku jeho života jsou pouze kusé a opírají se o záznamy jeho kolegy Oziase Humphryho sepsané koncem Stubbsova života.

## Život
George Stubbs se narodil v Liverpooolu v rodině koželuha a obchodníka s kůžemi, v jehož obchodě žil a pracoval do 15–16 let věku. Po smrti otce v roce 1741 byl krátce v učení u jednoho malíře a mědirytce, ale jeho práce, spočívající především v kopírování děl jiných autorů, ho neuspokojovala, zde však jako autodidakt získal své znalosti. Ve 40. letech pracoval jako portrétní malíř a v letech 1745–1751 studoval anatomii v York County Hospital. Podle jeho vlastních údajů ho tato problematika zajímala již od dětství a tak jedna z jeho prvních prací (které se dochovaly) byly ilustrace knihy textů o porodnictví (1751).
V roce 1754 podnikl svou první cestu, do Itálie. V roce 1756 si pronajal statek v Horkstow v Lincolnshire a strávil dlouhý čas studiem a pitváním koní. Roku 1759 přesídlil do Londýna a pracoval na svém díle The Anatomy of the Horse (Anatomie koní), které zveřejnil v roce 1766. Originály kreseb jsou dnes uloženy v Královské akademii umění. Již před zveřejněním tohoto díla se věnoval vědecky přesným vyobrazením koní. Od první zakázky pro vévodu z Richmondu, který si objednal tři velká plátna, měl Stubbs zajištěny příjmy – rychle vešlo ve známost, že jeho vyobrazení jsou mnohem preciznější nežli práce předchozích malířů koní (např. James Seymour, Peter Tillemans nebo John Wootton). Začal platit za oblíbeného malíře ve svém oboru a přišel tak k určitému bohatství, takže si mohl koupit dům v Marylebone, módní londýnské čtvrti, kde pak žil až do konce života.

## Dílo
Za jeho nejznámější dílo je považován obraz Whistlejacket (malba koní na přehlídce), který si objednal dvojnásobný premiér Charles Watson-Wentworth, vévoda z Rockinghamu (dnes vystavena v Národní galerii v Londýně). Další díla se nacházejí mimo jiné v Neue Pinakothek v Mnichově nebo ve Walker Art Gallery v Liverpoolu.
Zhruba od roku 1760 vytvořil řadu obrazů individuálních nebo skupinových prostrétů koní, někdy doprovázených psy. Často maloval koně s jejich štolby, které často maloval i samostatně. Mezitím přijímal zakázky a na portréty osob, včetně skupinových portrétů. V letech 1761–1766 vystavoval v Society of Artists, ale v roce 1775 přešel k prestižnější Royal Academy.
Stubbs maloval také exotická zvířata včetně lvů, tygrů, opic a nosorožců, které pozoroval v soukromých zvěřincích. Většina těchto prací vznikla v letech 1763–1780.
Maloval rovněž obrazy s historickou tematikou, tyto obrazy však zůstávají většinou opomíjeny. Od roku 1760 se věnoval i technice emailu a doufal s ní dosáhnout komerčního úspěchu, ale tento podnik mu přinesl jen dluhy. Od roku 1770 tedy maloval portréty psů, později získával řadu zakázek na malování lovců s jejich psími smečkami. V roce 1780 vytvořil sérii pastorálních výjevů nazvaných Haymakers and Reapers (Sušiči sena a ženci) s tematikou žní, v roce 1790 se těšil patronaci waleského prince, jemuž v roce 1791 namaloval jezdecký portrét. Jeho poslední projekt, který započal v roce 1795, bylo srovnávací anatomické pojednání o struktuře lidského těla v porovnání s tělem tygra a tělem kura: patnáct rytin zřejmě z let 1804 až 1806. Projekt zůstal nedokončen – 10. června 1806 Stubbs v Londýně umírá.

## Rodina
Jeho synem byl George Stubbs Townly, rytec a grafik.

## Galerie

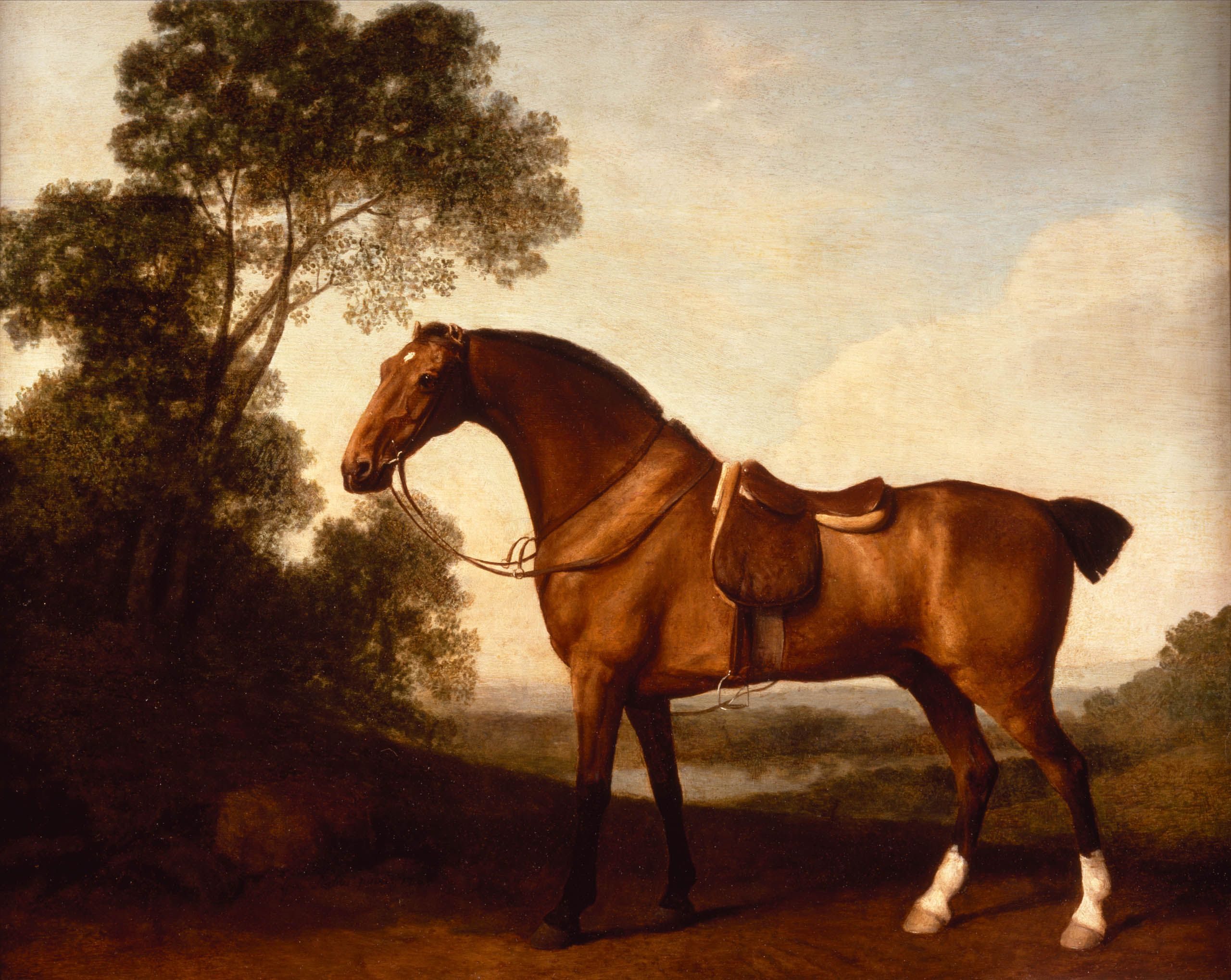
Zátoka s osedlaným koněm (olej na desce, 1786)
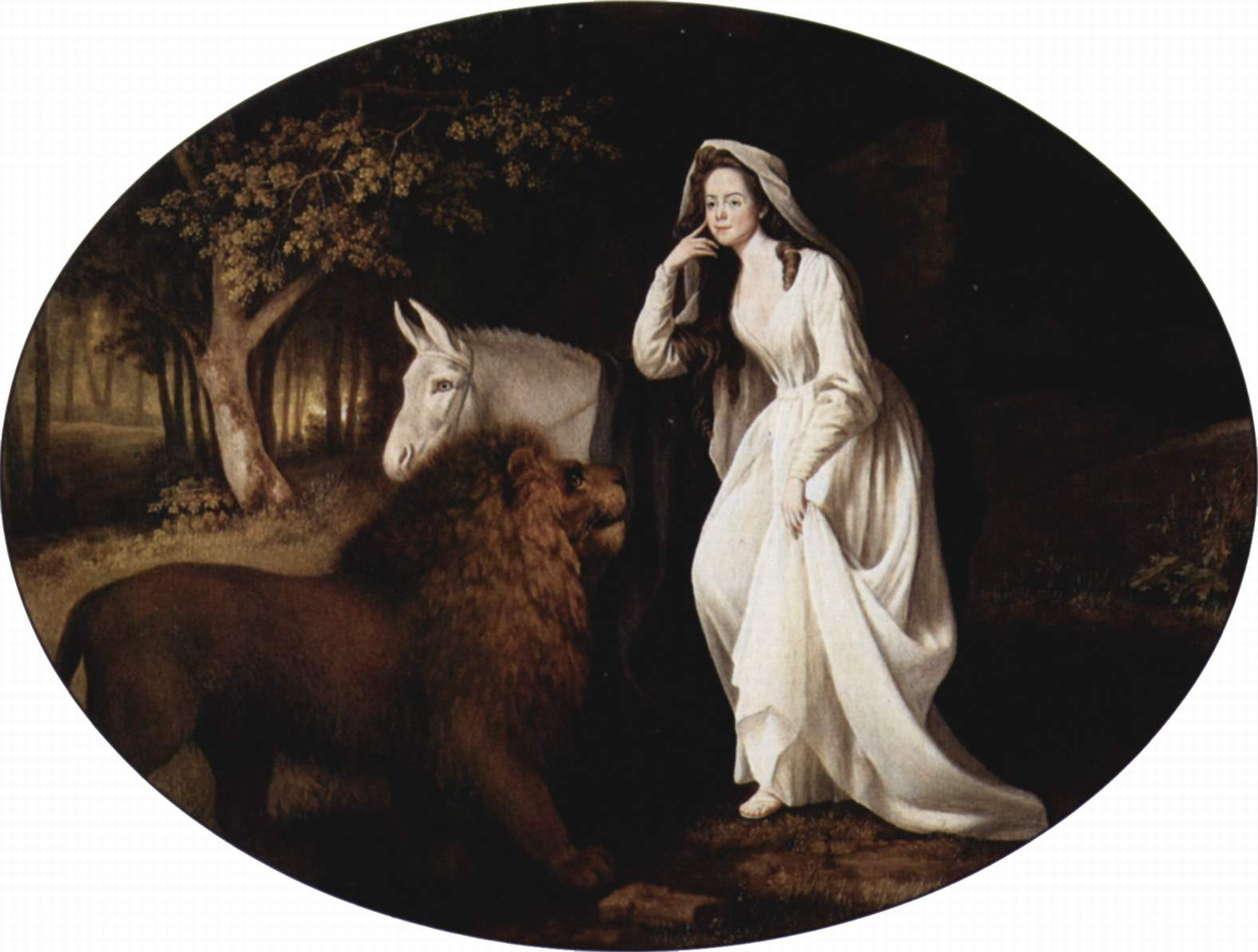
Isabella Saltonstalová jako Una (portrét z let 1765–1775)
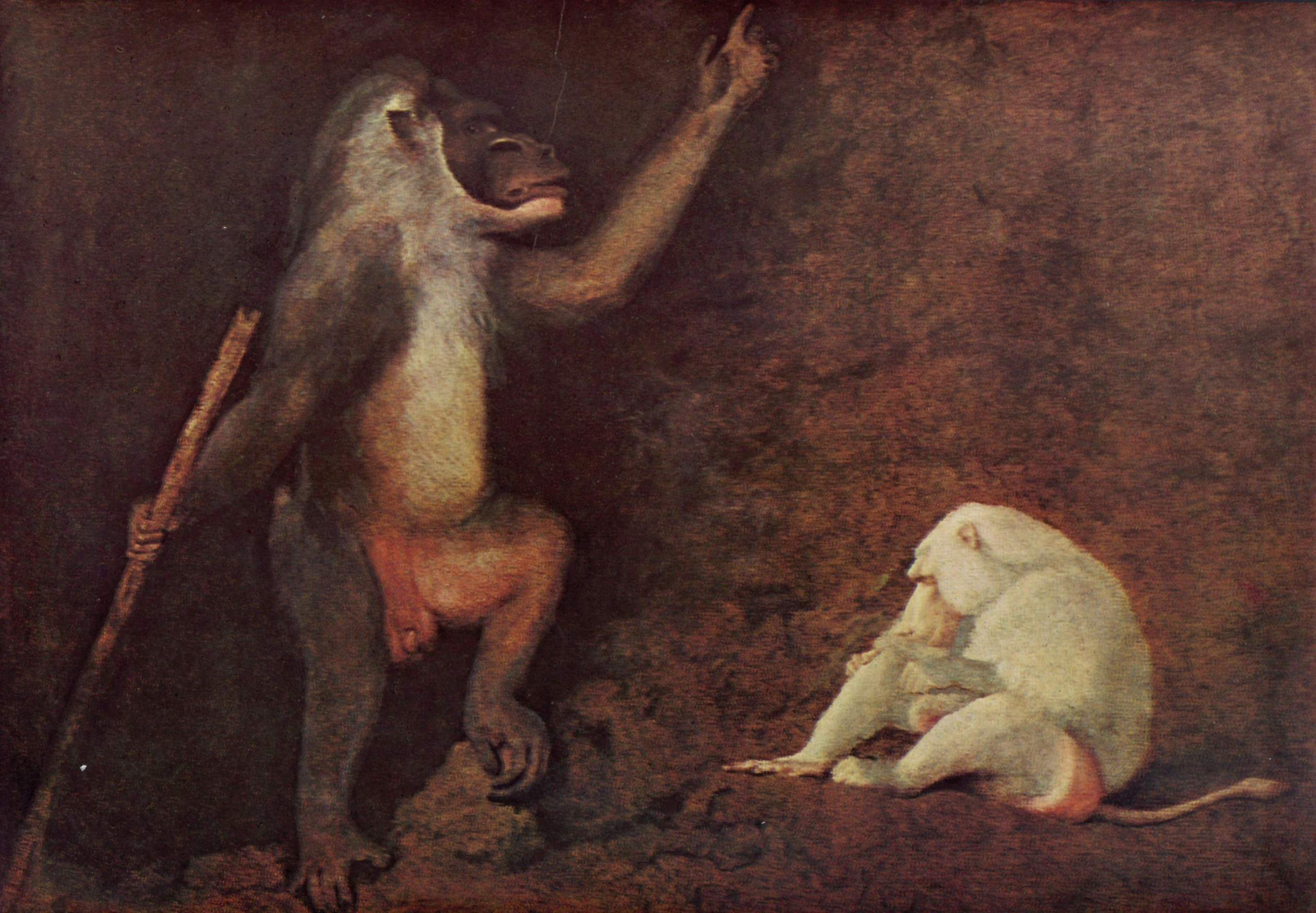
Pavián a bílý makak (malba na kartonu, kolem roku 1780)